# Antawn Jamison
Antawn Cortez Jamison (Shreveport, Louisiana, 12 de junho de 1976) é um ex=jogador profissional de basquetebol norte americano da NBA.

## Carreira
Jogou na universidade de North Carolina e está na sua décima primeira temporada na NBA. Na sua carreira tem médias de 19.9 pontos, 8,1 rebotes, 1,7 assistências, 1,1 roubadas de bola e 0,4 tocos. Tem 2,06 de altura e 106 quilos.